# Église San Francesco de Pise
L'église San Francesco est un édifice religieux situé à Pise dans la région de Toscane en Italie. Érigée à partir du XIIIe siècle et consacrée au culte catholique romain, l'église est rattachée à l'archidiocèse de Pise. Elle est classée monument national depuis 1893.

## Historique
L'église est mentionnée pour la première fois dans un document de 1233. En 1261, l'archevêque Federico Visconti (it), reconnaissant l'importance acquise par l'ordre franciscain, en décrète l'agrandissement dans ses dernières volontés. L'église est sous le patronage des familles nobles pisanes qui possèdent une série de chapelles privées pour leurs sépultures. Les franciscains sont limités à l'administration du culte. De 1265 à 1270, Giovanni di Simone dirige les travaux, auxquels remontent l'édifice à nef unique couvert d'un toit à double pente et l'audacieux et typique campanile dont deux des côtés reposent sur des corbeaux à l'intérieur de l'église. Toutefois, le chantier a connu quelques ralentissements en raison des difficultés financières liées aux guerres. Au début du Trecento, la façade de l'église est encore incomplète. Commencée grâce aux marbres fournis par la famille Gualandi (it), les travaux de sa construction ne sont achevés qu'en 1603, à l'époque des Médicis.
Au fil du temps, l'église et le couvent adjacent ont subi plusieurs restaurations et modifications : au XVe siècle deux cloîtres et la chapelle San Bernardino sont érigés. Entre le XVIe et XVIIe siècles, dans l'esprit de la Contre-Réforme, sont réalisés les autels latéraux et les fenêtres sont ouvertes dans la nef, mettant en péril les fresques du XIVe siècle qui ornaient les murs.
En 1863, suivant la loi no 384 du 22 décembre 1861, l'église et le couvent San Francesco sont déconsacrés et deviennent des casernes militaires. Tous les objets, tableaux et ornements sont retirés par les familles exerçant le droit de patronage (it), comme il ressort de l'inventaire établi par le dernier prieur. Le 7 juillet 1866, l'église, propriété du domaine royal est transformée en entrepôt.
Le 4 mars 1875, la municipalité de Pise réussit à obtenir l'expropriation pour cause d'utilité publique de plusieurs bâtiments appartenant au domaine royal, dont l'ancienne église San Francesco, ce qui donna lieu à un différend juridique long et complexe à propos des indemnités et des modalités de l'expropriation. Le 22 mai 1893, le ministère de l'Instruction publique (it) proclame monument national l'ancienne église et le couvent voisin. Le 8 juillet 1893, ils sont remis à la municipalité de Pise uniquement « pour la conservation et l'utilisation du monument national ». Le 15 juin 1899, la municipalité de Pise octroie à la Curie archiépiscopale l'ancienne église « pour le seul usage du culte » et « pour la conservation des œuvres d'art » que la curie aurait éventuellement réussi à replacer. La Curie n'a pu rouvrir l'église, fortement dégradée à l'intérieur, qu'en 1901, grâce à l'intervention financière d'un comité municipal auquel de nombreux citoyens prirent part. Le comité municipal a également reconstruit les vitraux de l'église, selon de nouveaux dessins et des décorations de Galileo Chini et Francesco Mossmeyer des établissements Quentin.
Aujourd'hui, San Francesco est siège paroissial, avec l'église voisine Sainte-Cécile, pour une communauté italo-roumaine. Cependant, l'église est actuellement fermée, le toit est en effet très endommagé, l'intérieur est inutilisable et les travaux de restauration sont en cours. Même le cloître, le couvent et l'école voisine sont en mauvais état. De nombreuses campagnes et collectes de fonds sont organisées par un comité spécial promu par le Fondo Ambiente Italiano et d'autres institutions paroissiales. Les travaux de reconstruction et de restauration ont commencé en 2019.

## Architecture
Caractérisé par un plan en croix latine, l'édifice est précédé par une façade à fronton triangulaire en marbre de San Giuliano, dont le registre inférieur du XIVe siècle est en harmonie avec la partie supérieure achevée seulement au XVIIe siècle. L'intérieur est l'un des exemples les plus réussis de l'architecture franciscaine à nef unique ombro-toscane, avec des fermes en bois apparentes. La nef, large de 18 mètres, s'élargit près du transept jusqu'à 22 mètres, dimensions qui la placent comme la nef la plus large des églises toscanes y compris celle de la Basilique Saint-François de Sienne directement inspirée du modèle pisan.
| Paramètre                  | Mesure |
| -------------------------- | ------ |
| Longueur                   | 80 m   |
| Largeur de la nef          | 18 m   |
| Largeur maximale de la nef | 22 m   |
| Hauteur du campanile       | 45 m   |

Photographies de l'édifice.
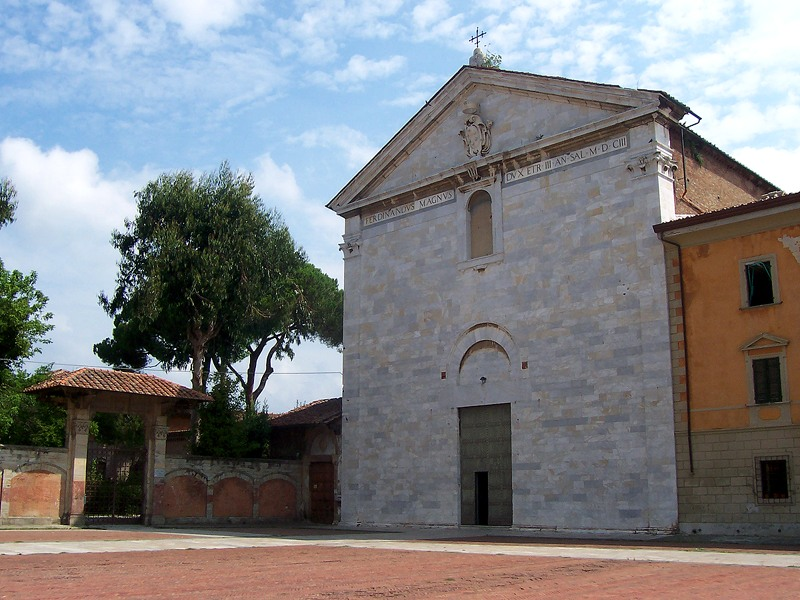
Façade et cloître.
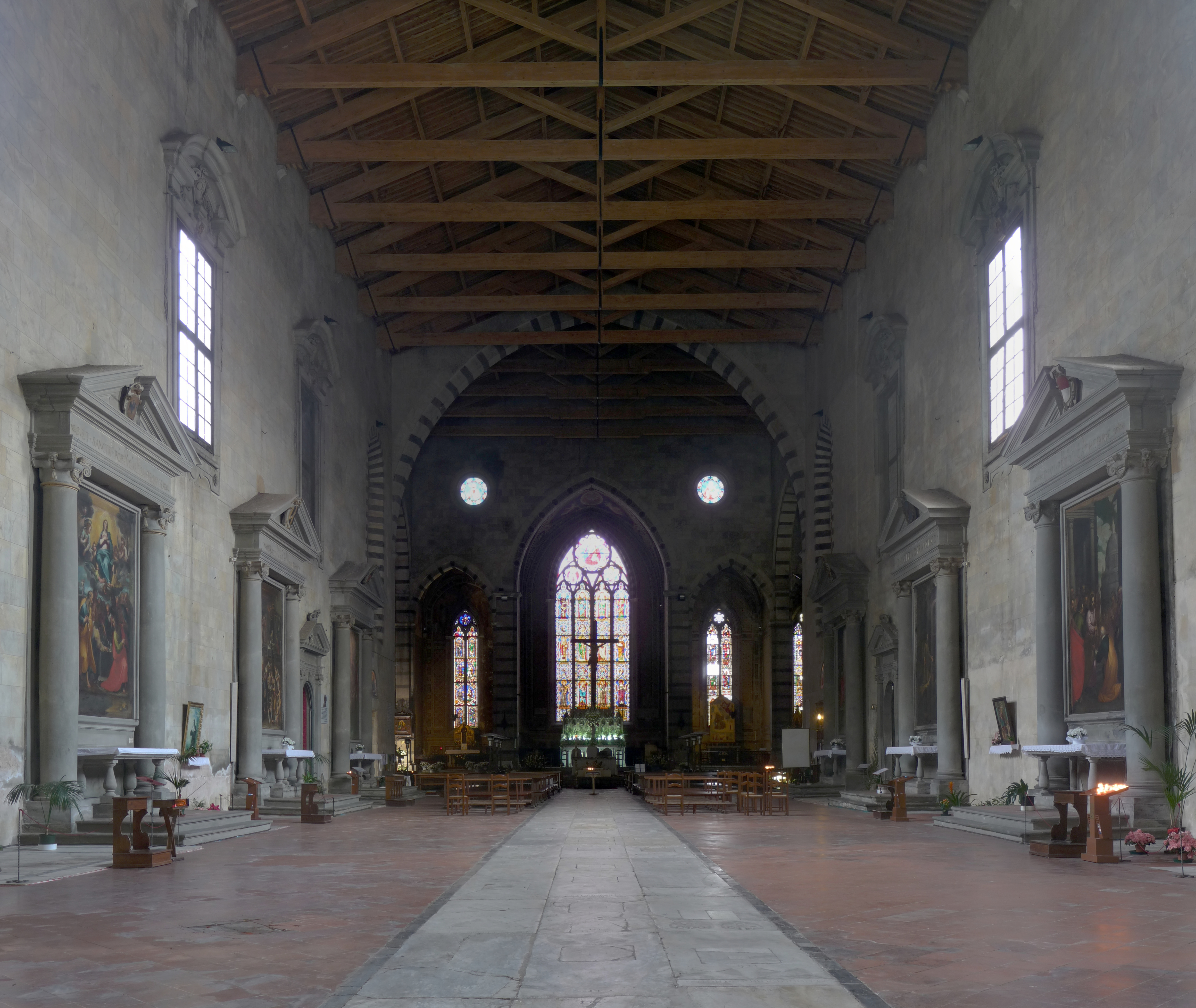
Nef unique.
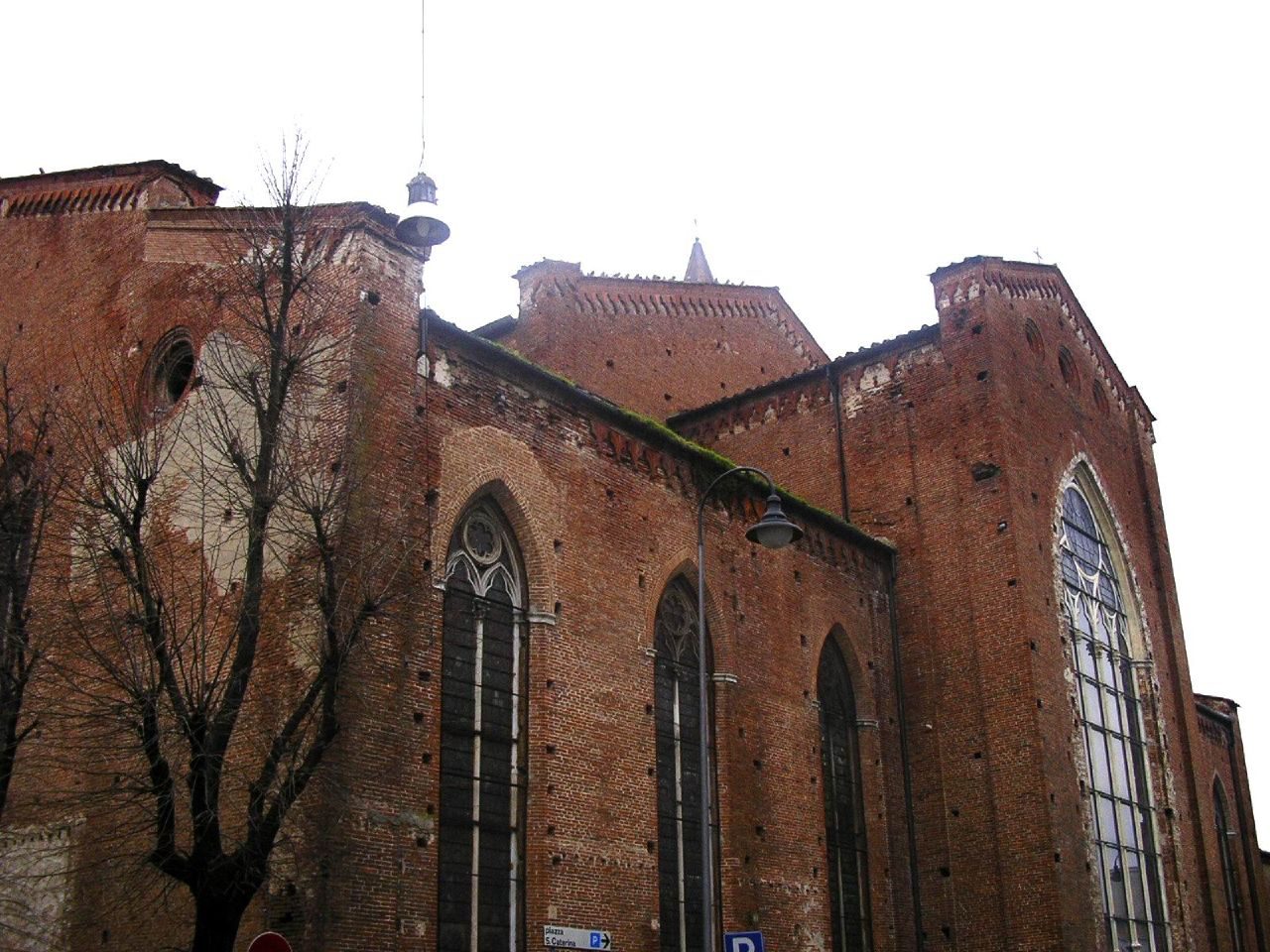
Abside.
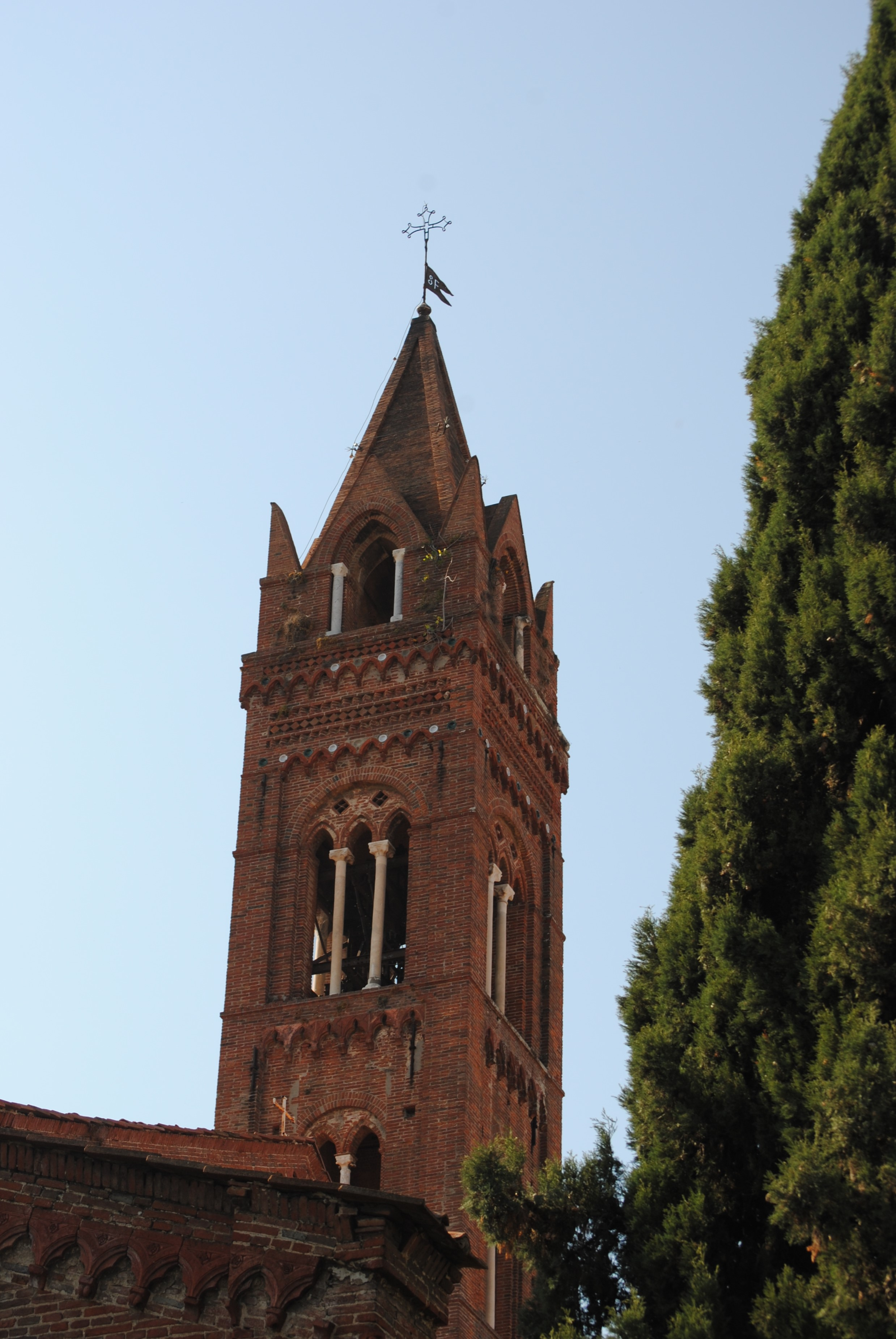
Campanile.

## Œuvres conservées

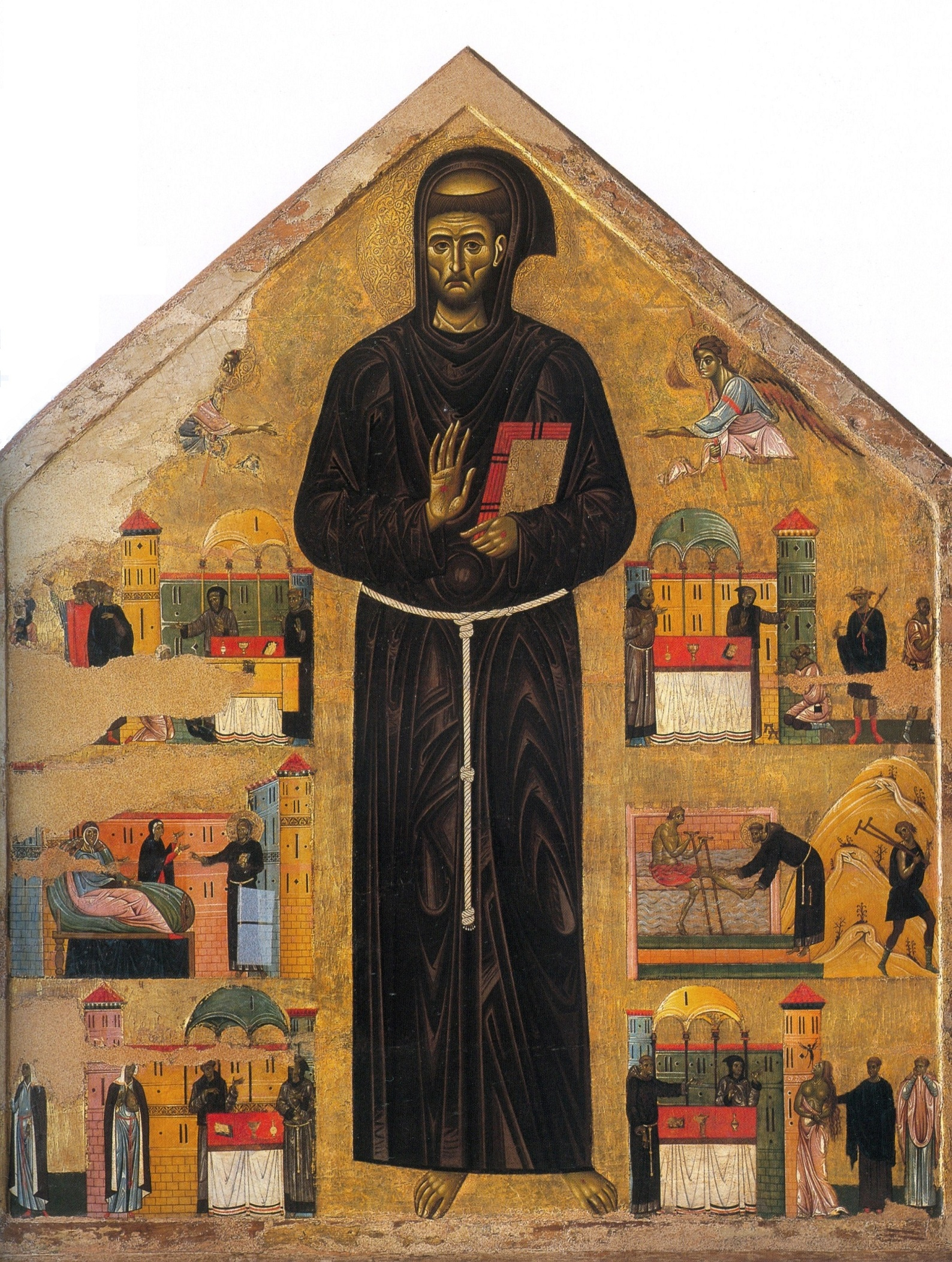
Retable de saint François et six de ses miracles de Giunta Pisano.

Des riches fresques du XIVe siècle, dont celles de Spinello Aretino et Taddeo Gaddi, il ne reste que des fragments ou seulement des sinopie. La copie du seul retable sauvé des raids français, le Retable de saint François et six de ses miracles de Giunta Pisano, se trouve dans la première chapelle à gauche de l'autel qui portait déjà le titre de Santa Maria Maddalena sous le patronage de la famille Agostini Venerosi della Seta (it). L'original est conservé au musée national San Matteo.
Les autels réalisés pendant la Contre-Réforme accueillent des toiles et des tableaux de grand format des meilleurs artistes toscans de l'époque : la Nativité de Jésus avec l'Adoration des bergers de Lodovico Cigoli, l'Assomption de la Vierge de Ventura Salimbeni, le Baptême du Christ de D'Empoli, San François reçoit les stigmates de Santi di Tito, Saint François reçoit l'indulgence de Francesco Vanni ou encore du Passignano. L'autel frontal est de Tommaso Pisano (fin du XIVe siècle), fils d'Andrea Pisano. Dans le transept se trouvent des fresques de Galileo Chini (XXe siècle). 
Parmi les sépultures situées dans l'église se trouve celle du comte Ugolin della Gherardesca, enterré ici avec ses enfants et petits-enfants une fois que les dépouilles des malheureux furent retirées de la proche Tour de la Faim (it) (ou de la Muda) où fut consommé, selon Dante, le fiero pasto. La tombe d'Ugolin se trouvait à l'origine dans le cloître de l'église, car, en tant que traître, il ne pouvait être placé avec les membres de sa famille dans la tombe monumentale, sculptée par Lupo di Francesco, située à l'intérieur de l'église. Par la suite, parce que la tombe monumentale a été démembrée et déplacée dans divers endroits, et du fait d'une réhabilitation du comte, les restes supposés d'Ugolin, enfants et petits-enfants ont été transférés au début du XXe siècle dans la chapelle actuelle située à l'intérieur de l'église.
Dans la sacristie, des fresques de Taddeo di Bartolo (1397, restaurées au XIXe siècle par Guglielmo Botti (it)) illustrent l'Histoire de Marie. Dans la salle du chapitre, se trouvent des fresques avec l'Histoire du Christ et  des histoires christologiques de Niccolò di Pietro Gerini et des sinopie. Bien qu'elles ne soient pas dans un état de conservation optimal, ce sont toutes deux, en particulier les peintures de la salle du chapitre, des œuvres d'une grande force expressive et d'un savoir-faire remarquable. La présence d'une petite Maestà (it) de l'école de Cimabue a été attestée dans la sacristie. Elle est conservée à la National Gallery of Art de Washington.

## Œuvres déplacées
Entre le XVIIIe et XIXe siècles, à la suite des « suppressions » lorraines et napoléoniennes, la plupart du mobilier est dispersé. Les spoliations  napoléoniennes en particulier ont privé San Francesco de tableaux importants comme la Maestà de Cimabue, le Saint François d'Assise recevant les stigmates de Giotto et Le Triomphe de saint Thomas d'Aquin de Benozzo Gozzoli, exposés aujourd'hui au musée du Louvre.

## Protection du patrimoine
Après avoir servi de caserne militaire, l'église a été déclarée monument national en 1893. 